# Piotr Semenenko
Piotr Semenenko (ur. 29 czerwca 1814 w Dzięciołowie, obwód białostocki, zm. 18 listopada 1886 w Paryżu) – polski filozof i teolog katolicki, współzałożyciel i przełożony generalny Zgromadzenia Zmartwychwstania Pańskiego (Zmartwychwstańców), uczestnik powstania listopadowego, pierwszy rektor Papieskiego Kolegium Polskiego w Rzymie oraz Sługa Boży Kościoła katolickiego.

## Życiorys
Urodził się w Dzięciołowie ok. 50 km na północ od Białegostoku. Pochodził z wielodzietnej rodziny ziemiańskiej. Jego ojciec był Ukraińcem lub Białorusinem. Z powodu braku duchownego prawosławnego ochrzczony został w katolickim kościele parafialnym św.Wawrzyńca w Dolistowie. Będąc sierotą przez wiele lat służył jako paź na dworze carskim w Petersburgu, gdzie nasiąknął kulturą rosyjską i religią prawosławną. Matka Piotra była kalwinistką.  Wychowaniem chłopca zajmowali się protestanccy dziadkowie – Zielińscy. Mimo swojej rezerwy do katolików dziadek pozwolił ośmiolatkowi na naukę w szkole katolickiej księży misjonarzy w Tykocinie. Piotr – w tajemnicy przed dziadkami próbującymi mimo wszystko wychować go w wyznaniu ewangelickim – zbliżył się wówczas do Kościoła katolickiego i przystąpił do pierwszej komunii św.
Piotr Semenenko uczył się potem w Białymstoku, Krożach, a następnie podjął studia na Uniwersytecie Wileńskim, jednak spędził w Wilnie zaledwie rok.
Kiedy miał 16 lat, wybuchło powstanie listopadowe. Zaciągnął się do pieszej artylerii korpusu generałów Antoniego Giełguda i Dezyderego Chłapowskiego. W lipcu 1831 razem z korpusem wycofał się do Prus. Piotr zainteresował się wtedy filozofią. W Prusach przebywał bardzo krótko.
Wraz z falą popowstaniowych emigrantów przedostał się nielegalnie do Francji w 1823. Mieszkał w Besançon, potem w Châteauroux, gdzie zaczął pisać wiersze, których „tchną smutkiem i uczuciem zemsty”. Wydalony przez prefekta Châteauroux przeniósł się do Paryża, gdzie przystąpił do Towarzystwa Demokratycznego Polskiego. Swoje pierwsze artykuły opublikował w polskim skrajnie lewicowym piśmie TDP „Postęp” i francuskiej „Tribune”. 
We Francji spotkał Bogdana Jańskiego, który zaprosił go do swojej wspólnoty („Domek Jańskiego” – 1836 r.). Po gorączkowej aktywności politycznej i nawarstwieniu się różnych błędnych poglądów, jego umysł, jak napisze do Jańskiego, doznał uspokojenia i radości w prawdzie znalezionej w Kościele katolickim.
Semenenko studiował w Paryżu w College Stanislas (1836-1837) i w Rzymie w Collegium Romanum (1837-1841).

### Zgromadzenie Zmartwychwstania Pańskiego
Po wczesnej śmierci Bogdana Jańskiego w 1840 Piotr Semenenko został obrany głównym przełożonym i duchowym przywódcą nowej wspólnoty. Po ukończeniu studiów teologicznych, 5 grudnia 1841 roku otrzymał w Rzymie – nie bez trudności ze strony władz rosyjskich – święcenia kapłańskie. Jako główny współtwórca zakonu w 1842 roku napisał regułę. Przez wiele lat był generałem zgromadzenia (1842-1845, 1873-1886). Twórca głównych idei duchowości zgromadzenia (zmartwychwstańcza szkoła duchowości).

### Papieskie Kolegium Polskie w Rzymie
Założyciel i pierwszy rektor Papieskiego Kolegium Polskiego w Rzymie, którego wielu wychowanków przejęło się duchowością zmartwychwstańczą i zostało wybitnymi kapłanami (W. Granat, J. Czuj, J. Dąbrowski), biskupami i arcybiskupami (22), kardynałami (A. Kakowski, E. Dalbor, A. Sapieha), a nawet wyniesionymi na ołtarze (św. J.S. Pelczar, św. J. Bilczewski, bł. J. Balicki).

### Współpraca ze Stolicą Apostolską
Czynnie współpracował ze Stolicą Apostolską. Uważany za jednego z najbardziej uczonych ludzi Kościoła w drugiej połowie XIX wieku, posiadał wielki autorytet naukowy u papieży. Pełnił funkcję konsulatora Kongregacji Indeksu (od 1857) i Kongregacji Świętego Oficjum (od 1873). Został członkiem prestiżowych papieskich akademii: Akademii Religii Katolickiej (1859) oraz Akademii Arkadyjskiej (1874). O jego kulturze naukowej mówiono powszechnie, iż „charakteryzuje się wybitnymi i wielostronnymi uzdolnieniami, podkreśla się umysłowość o typie spekulatywnym, wyjątkowy talent syntezy, wnikliwość, samodzielność i oryginalność”. Był niepospolitym erudytą, swobodnie podejmował dyskusje dotyczące najbardziej subtelnych problemów.

### Duszpasterz i kierownik duchowy
Jako duszpasterz i spowiednik był kierownikiem duchowym wielu osób (m.in. bł. C. Borzęckiej, J. Borzęckiej, bł. F. Siedliskiej, bł. M. Darowskiej, sł. M.K. Białeckiej, bł. M.A. Truszkowskiej). Współtworzył lub pomagał w zakładaniu wielu żeńskich zgromadzeń zakonnych (m.in.: niepokalanek, zmartwychwstanek, felicjanek, józefitek, dominikanek trzeciego zakonu, nazaretanek, reparatek, pocieszycielek). Doradzał bł. E. Bojanowskiemu oraz bł. H. Koźmińskiemu.
Głosił kazania w różnych kościołach Francji, Belgii, Bułgarii oraz w Rzymie. Wiele uwagi poświęcał wychowaniu młodzieży. Pragnął ożywić w niej umiłowanie nauki i świętości. Jego zdaniem tylko wiara mogła dać impuls do poświęceń, porządek, zgodę i przestrzeganie praw moralnych. Dał podwaliny pod zmartwychwstańczy system wychowawczy.

### Śmierć
Piotr Semenenko zmarł w opinii świętości w Paryżu 18 XI 1886 roku. Jego doczesne szczątki spoczywają w kościele przy domu generalnym zmartwychwstańców w Rzymie (via San Sebastianello 11). Proces beatyfikacyjny rozpoczęto po II wojnie światowej.
W Zgromadzeniu Zmartwychwstańców gromadzone są dokumenty związane z procesem beatyfikacyjnym założycieli, wśród nich Piotra Semenenki. Traktat O papieżu” został wydany w Krakowie w 2006 roku przez Wydawnictwo Zmartwychwstańców.

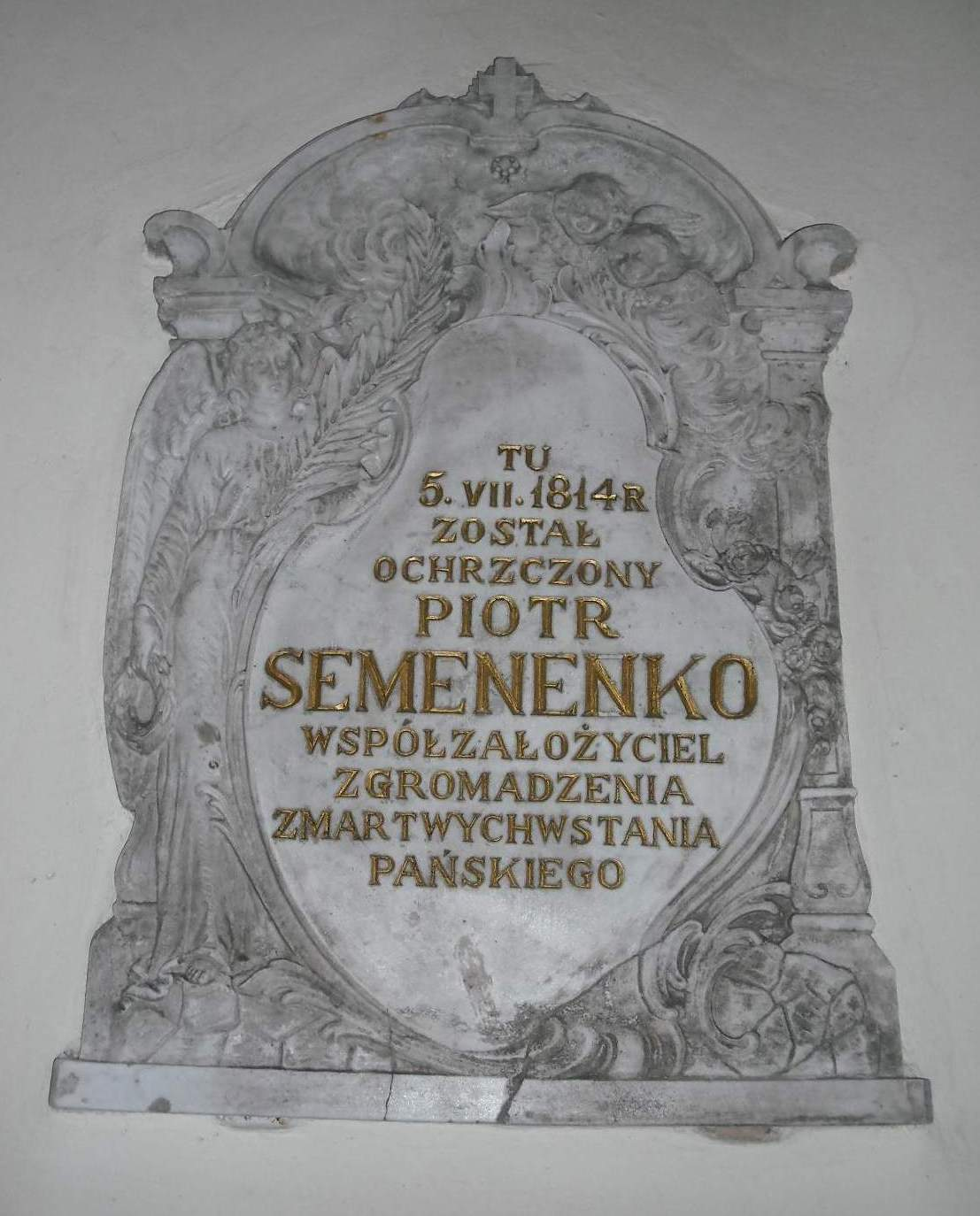
Kościół św Wawrzyńca w Dolistowie – pamiątka chrztu

## Twórczość
Jest między innymi autorem rozprawy „Papież i jego nieomylność w świetle pierwszej i wiecznej przyczyny oraz w swej ostatecznej konsekwencji”, a także zbioru kazań. Pozostawił po sobie obfitą korespondencję i dziennik.
- Przeciwko cerkwi rossyjskiéj: prawda o Koṡciele Bożym i o koṡciele rossyjskim
- Quid Papa et quid est Episcopatus ex aeterna ac divina ratione necnon quae eorum partes in Ecclesiae infallibili magisterio, Rzym – Paryż 1870.
- Kazania, t. I-IV, Kraków 1923.
- O Papieżu, Kraków 2006, w serii: Książnica Zeszytów Historyczno-Teologicznych Collegium Resurrectianum, tom 2, stron XXVIII+384, przełożył z j. łac. i fr. oraz opr. M. Karas.
- O pokusach, Kraków 2001 (www.alleluja.katolik.pl);
- Kazania na adwent i Boże Narodzenie, Warszawa 2000;
- Kazania o męce i śmierci Pana Jezusa, Warszawa 2001;
- Logika, Kraków 2004, w serii: Książnica Zeszytów Historyczno-Teologicznych;
- O Najświętszym Sakramencie, Kraków 2005;
- O modlitwie, Kraków 2006 (www.alleluja.katolik.pl);
- Wyimki ascetyczne, Kraków 2007 (www.alleluja.katolik.pl);
- Mistyka, Kraków 1896.
- Love and Faith: Five Sermons of the Resurrectionist Spirituality, trans. Sr. Pascale-Dominique Nau, introduction Fr. Stanislaw Urbanski (Rome, 2014)[5]
- zob. więcej w Bibliotece Internetowej Zmartwychwstańców